# Speedway (filme)
Speedway (no Brasil, O Bacana do Volante), é um filme de comédia romântica de 1968, dirigido por Norman Taurog e protagonizado por Elvis Presley e Nancy Sinatra.

## Sinopse
Steve Grayson (Elvis Presley) é um campeão de corridas, que tem uma alma generosa dividindo todos os seus prêmios com pessoas necessitadas. Por conta de sua generosidade e pela paixão de seu patrão (Bill Bixby) por jogo e mulheres, Steve se vê entupido de dívidas.

## Elenco
- Elvis Presley: Steve Grayson
- Nancy Sinatra: Susan Jacks
- Bill Bixby: Kenny Donford
- Gale Gordon: R.W. Hepworth
- William Schallert: Abel Esterlake
- Victoria Paige Meyerink: Ellie Esterlake
- Carl Ballantine: Birdie Kebner
- Sandy Reed: Anunciante